# Жемчужников Володимир Михайлович
Влоди́мир Миха́йлович Жемчу́жников (рос. Жемчужников Владимир Михайлович; *11 (23) квітня 1830, Санкт-Петербург — †6 листопада 1884, Ментона) — російський поет українського походження, брат Олексія та Лева Жемчужникових. Один із творців (разом з братами та Олексієм Толстим) літературної містифікації Козьма Прутков.

## Життєпис
Народився у дворянській родині. Син сенатора, цивільного губернатора Санкт-Петербурга М. М. Жемчужникова і княгині О. О. Перовської (позашлюбної дочки О. К. Розумовського).
Навчався у Санкт-Петербурзькому університеті, під час Кримської війни служив стрільцем. Після виходу у відставку був директором департаменту загальних справ Міністерства шляхів сполучення Росії.
Похований у Ніцці на цвинтарі Кокад.